# Розен, Анн-Арман де
Анн-Арман де Розен (фр. Anne-Armand de Rosen; 26 июля 1711 — 28 ноября 1749, Париж), маркиз де Больвиллер — французский генерал, участник войн Людовика XV.

## Биография
Принадлежал к французской линии остзейского рода фон Розен. Сын маркиза Рейнольда-Шарля де Розена и Мари-Беатрис-Октавии де Грамон.
Год служил мушкетером, затем 12 апреля 1729 получил под командование кавалерийский полк своего имени (позднее полок Вюртемберга). Командовал им в составе Итальянской армии в кампаниях 1733—1735 годов — при осаде Пиццигеттоне и Миланского замка в 1733, осадах Новары, Тортоны, битвах при Парме и Гуасталле, и осаде Мирандолы в 1734, взятии Гонзаги, Реджоло, Ревере в 1735, и вернулся во Францию в июне 1736.
1 января 1740 произведен в бригадиры. В том же году жалованной грамотой Луи-Огюста де Бурбона, великого загонщика Франции, получил позволение устраивать загонную охоту на косулю и кабана в лесу Ла-Ард (la Hardt).
1 августа 1741 назначен в Рейнскую армию маршала Мельбуа. 31 августа выступил из Живе с 3-й дивизией этой армии, привел ее в Вестфалию, и провел зиму в Бюрене, в Падербрнском епископстве. Следовал за 1-й дивизией, перешедшей в августе 1742 из Вестфалии в Богемию, участвовал в нескольких значительных столкновениях на Богемской границе, и содействовал снабжению Браунау.
Вернулся во Францию с четвертой дивизией в июле 1743. Закончил кампанию под командованием маршала Куаньи в Верхнем Эльзасе, куда был назначен 1 сентября, и участвовал в разгроме противника под Ренвиллером 30 сентября.
1 апреля 1744 направлен в Рейнскую армию. Участвовал во взятии Вейсенбурга и Лаутерских линий. 2 мая произведен в лагерные маршалы, получил приказ о производстве 13 августа. Был в деле под Аугенумом и при осаде Фрайбурга.
1 апреля 1745 назначен в армию короля, сражался при Фонтенуа, участвовал в осадах города и цитадели Турне, Ауденарде и Дендермонде.
1 мая 1746 снова определен в армию короля, был при осадах Монса, Шарлеруа, Намюра, сражался при Року.
1 мая 1747 назначен во Фландрскую армию, участвовал в битве при Лауфельде, и был в составе армии, прикрывавшей осаду Берген-оп-Зома.
1 мая — 15 июня 1748 снова служил во Фландрской армии. 10 мая произведен в генерал-лейтенанты армий короля. Умер во цвете лет в Париже в следующем году, к большому сожалению, по словам секретаря Пинара, «в особенности, из-за его военных талантов и качеств духа и сердца».

## Семья
Жена (24.07.1731, Сен-Реми): графиня Жанна Октавия де Водре де Сен-Реми (17.07.1715—9.08.1778), дочь графа Никола-Жозефа де Водре и Иоганны Катарины фон Роттенбург. По браку с этой богатой наследницей маркиз приобрел сеньории Роттенбург и Мазево, баронии Конфланде и Сен-Реми, земли Монто, Бетонкур, и прочее, что, в сочетании со значительными земельными владениями самих Розенов, сделало его одним из самых богатых сеньоров Эльзаса.
Дети:
- Эжен-Октав-Огюстен де Розен (28.08.1737—2.04.1775), маркиз де Больвиллер. Жена: Мария Антуанетта Луиза де Арвиль де Тренель дез Юрсен, дочь Клода де Арвиль де Тренель дез Юрсена и Марии Антуанетты де Гойон де Матиньон
- Луиза-Жанна-Шарлотта, канонисса в Ремирмоне
- 4 детей, ум. малолетними